# Cattedrale di Palmar de Troya
La basilica cattedrale di Nostra Signora Incoronata, in spagnolo Catedral Basílica de Nuestra Señora Coronada, è la sede principale della chiesa cattolica palmariana nonché sede della cattedra pontificia dell'organizzazione. È uno degli edifici religiosi più grandi dell'intera Spagna.

## Storia e descrizione
La costruzione della chiesa venne avviata poco dopo la costituzione del movimento dopo il Concilio Vaticano II con l'intento di creare un centro di culto che si anteponesse alla basilica di San Pietro a Città del Vaticano, in aperta contrapposizione col pontefice e vescovo di Roma. Il luogo prescelto fu il luogo delle apparizioni di El Palmar de Troya dove già dal 1968 si trovava dapprima una croce, poi venne eretta una piccola cappella votiva. Grazie alle donazioni dei fedeli, dal 1976 venne costruita una prima struttura stabile, completata nel 1978. Nel 1980 iniziarono i progetti per l'ampliamento della struttura e la costruzione della cattedrale attuale con l'erezione della grande cupola centrale nel 1982.
La chiesa è stata completata nel 2014 ed inaugurata con una solenne celebrazione presieduta dal pontefice palmariano Gregorio XVIII. Essa è stata eretta in stile rinascimentale, con una spesa di circa 100.000.000 di euro ottenuti dalle donazioni degli aderenti al movimento oltre che da lasciti testamentari e dalla vendita di appartamenti acquisiti dall'organizzazione. Internamente, la chiesa si presenta con uno stile misto (neoromanico, neogotico, neorinascimentale, neobarocco) riccamente decorato, in particolare nell'altare maggiore, interamente dorato, di forme preconciliari.
All'interno della cattedrale sono inoltre presenti quindici cappelle dedicate rispettivamente alla Sacra Famiglia, alla Santissima Trinità, a San Francesco d'Assisi, a San José del Palmar, alle anime sante del Purgatorio, a Maria Bambina, a Sant'Elia, a Santa Teresa di Lisieux, alla Madonna del Soccorso Perpetuo, a Maria Regina, a Sant'Ignazio di Loyola, a San Domenico di Guzmán, a San Pio da Pietrelcina, a Cristo Re, al Santissimo Sacramento. All'interno della Cattedrale è sita anche la cripta che ospita le tombe dei primi due pontefici palmariani, Gregorio XVII e Pietro II, e di molti altri religiosi e fedeli palmariani.
L'area della cattedrale è circondata da un alto muro di cemento che, oltre a definire i confini di competenza della chiesa palmariana, impedisce ai curiosi di osservare ciò che si svolge all'interno di detta area. All'interno dell'area delimitata, infatti, si svolgono tutti i riti, anche le processioni esterne alla chiesa. L'area della cattedrale non è solo quella di un tempio, ma contiene anche diverse residenze per il pontefice palmariano e la sua corte pontificia.
Il 7 luglio 2016 il complesso ha subito un incendio che ha danneggiato alcune strutture dove risiedono i sacerdoti palmariani, ma non vi sono stati danni a persone.